# Breda (Mortágua)
Breda foi uma aldeia portuguesa, pertencente à freguesia do Sobral, município de Mortágua e distrito de Viseu. A aldeia foi abandonada em finais da década de 1970 e submersa em 1980 devido ao enchimento da albufeira da Barragem da Aguieira. Antes de ser submersa, a maior parte das casas e estruturas foi demolida. Deste modo, atualmente, da aldeia de Breda apenas existem restos de paredes e muros, que podem ser observados quando a água da albufeira desce para cotas mais baixas.
Breda localizava-se cerca de 200 m a sudeste da ponte da Linha da Beira Alta sobre a ribeira de Breda. A aldeia desenvolvia-se na margem esquerda do vale dessa ribeira (que era cultivado pelos habitantes) e era atravessada pela Estrada Nacional 234. A ribeira de Breda desaguava no rio Criz, a menos de 1 km da aldeia. A cerca de 500 m da aldeia, a Estrada Nacional 234 cruzava a Linha da Beira Alta numa passagem de nível (atualmente desativada).
Quando foi abandonada, Breda tinha 19 casas e 66 habitantes. Uma vez que a aldeia ia ser submersa pela Barragem da Aguieira, os habitantes receberam indemnizações e dispersaram-se por outras localidades, nomeadamente para a vizinha aldeia de Vale de Paredes e para as proximidades da vila de Mortágua (aldeia de Cruz de Vila Nova, também conhecida por Nova Breda). Desde 1987 que os antigos habitantes realizam um convívio anual. O convívio é realizado em agosto junto ao local onde a aldeia se erguia.
Em 2015, a Câmara Municipal de Mortágua organizou uma exposição fotográfica sobre a aldeia de Breda.

## Outros
- Barragem da Aguieira - barragem que submergiu Breda.
- Foz do Dão - outra aldeia também submersa pela Barragem da Aguieira.